# Анісімов Іоанн
Ані́сімов Іа́нн (*1789 — †12 липня 1831, село Укан) — представник в'ятської династії ієреїв, місіонер, перекладач.

## З життєпису
Закінчив духовну семінарію 1811 року, направлений благочинним в село Можга, потім в село Укан (1828). Брав участь у створені першого перекладу «Євангелія від Луки» удмуртською мовою (Санкт-Петербург, 1824), пізніше «Євангелія від Матвія» (Казань, 1846). Автор удмуртської абетки — «Азбука, составленная из российской, церковной и гражданской печати, букв для обучения вотских детей чтению на их наречии. По Глазовскому» (Казань, 1847), яка включала також «Катехізис» та додаток «Из Сарапульского наречия, о спряжении глаголов».